# Alexandru Mățan
Alexandru Mățan (n. 29 august 1999, Galați, România) este un fotbalist român liber de contract, care joacă pe post de mijlocaș. Pe plan internațional, are prezențe la națională pentru România Sub-17, România Sub-19 și România Sub-21.